# Rimula pycnonema
Rimula pycnonema är en snäckart som beskrevs av Henry Augustus Pilsbry 1943. Rimula pycnonema ingår i släktet Rimula och familjen nyckelhålssnäckor. Inga underarter finns listade i Catalogue of Life.